# بيات (قبيلة)

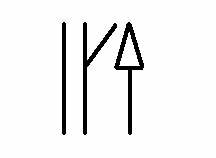
شعار قبيلة بيات، من أتراك الأوغوز.

بيات (بالتركية: Bayat boyu)‏ إحدى كبريات العشائر التركمانية من الأوغوز، ويتواجدون في تركمانستان، إيران، تركيا، أذربيجان، العراق وسوريا. انتشرت قبيلة البيات في المنطقة من هجرات قبائل الأوغوز إلى خراسان في القرن 11 والقرن 13، وهم مسلمون.
أول من ذكر البيات هو محمود الكاشغري في كتابه ديوان لغات الترك في القرن الحادي عشر للميلاد. مع الغزو المغولي استوطنوا غرب إيران في همدان ولرستان ثم هاجرت بعض فروعها بلد واسط ومندلي وتلعفر واطراف بغداد. وقد عاصر البيات الدولة العثمانية التي بسطت سلطتها على العراق بعد معركة جالديران 1514م وشكلوا سنجق بيات (لواء إداري) وكانوا القوة الحامية للمدن في الجنوب ووسط العراق وتوزعوا على شكل حاجز على امتداد جبال حمرين لتأمين خط البريد والإمدادات للجيش العثماني من هجمات القبائل العربية من جنوب والكردية من شمال الخط الممتد من كرمانشاه-بغداد-الموصل وصولا إلى حلب ومن ثم إلى أواسط الأناضول.

## البيات في العراق
انتشرت البيات في العراق، وقد اختاروا أرض الرافدين وطنا منذ العصور التاريخية القديمة، وهي من أقدم قبائل الأوغوز التركية، وسميت نسبة إلى مؤسسها وزعيمها «بيات». ظهر في الآونة الأخيرة بعض الأقاويل والآراء حول أصول هذه العشيرة التركمانية الأصيلة. وقدم بعض الاراء غير الدقيقة والبعيدة كل البعد عن الحقيقة والواقع والبعيدة عن البحث التاريخي العلمي وقد اتخذ بعض السياسيين هذه الاقاويل وسيلة لتحقيق بعض اهدافهم.
بيات العراق يسكنون اليوم في محافظتى كركوك وصلاح الدين (قضاء الطوز) وتلعفر وامرلي وسليمان بك وبعض قرى الموصل. ويكونون شرائح مذهبية سنية وشيعية وينقسمون إلى مكونات لغوية عربية وتركمانية وكردية. أما زعماء البيات فقد سكنوا المدن الكبيرة. وظهر منهم شخصيات تاريخية وأدبية وسياسية هامة.

## التواجد
يوجد البيات في تركيا وايران والأردن وتركمانستان، لبنان، أذربيجان، العراق وسوريا وأوروبا الشرقية أيضاً.
اشتهر من البيات الشاعر محمد بن سليمان الشهير فضولي البغدادي ولد بالعراق عام 1418م ومات في كربلاء عام 1556 والذي نظم أشعاره بالتركية الآذرية والعربية والفارسية. وكذلك الشاعر العراقي الشهير عبد الوهاب البياتي (1926- 1999) ويعد واحدا من أربعة أسهموا في تأسيس مدرسة الشعر العربي الجديد في العراق (رواد الشعر الحر).

## البيات في التراث الشعبي
أما في التراث الشعبي فإن مساهمة البيات في اثراء غناء المقامات يبرز في أن إحدى أشهر المقامات العراقية تحمل اسم البيات. وهو مثل الراست والصبا، مقام شرقي أصيل.
ويندرج تحت مقام البياتي أجناس أخرى مثل مقام عشّاق والحسيني.